# مارسلیا کارتاشو
مارسلیا کارتاشو (پرتغالی: Marcélia Cartaxo؛ زادهٔ ۲۷ اکتبر ۱۹۶۳) هنرپیشه اهل برزیل است.
از فیلم‌ها یا برنامه‌های تلویزیونی که وی در آن نقش داشته‌است می‌توان به مادام ساتا، سوئلی در آسمان اشاره کرد. وی در سال ۱۹۸۶ برنده جایزه خرس نقره‌ای برای بهترین بازیگر زن شده‌است.